# エルサルバドル料理
エルサルバドル料理（エルサルバドルりょうり）は、エルサルバドルの料理の様式で、その由来は先住のメソアメリカ文化とスペイン文化にある。料理の多くは食材にとうもろこしを使う。豚肉やシーフードも多用する。

## 概要
エルサルバドルで国民食に制定され最も有名な料理のププサとは、コーンミールまたは米粉の厚めのフラットブレッドで、チーズのほかチチャロン（豚肉のペースト）、リフライドビーンズ、ロロコという中央アメリカ原産のつる植物のつぼみなどを挟んだり詰めたりする。具はベジタリアン向けもあり、多くの場合アヨテ（かぼちゃの一種）またはにんにくを用いて、付け合わせにはクルティード（英語）というキャベツのピクルスがよく見られる。海老やほうれん草を詰めサルサロハ（トマトソース）で味付けするレストランも一部にある。
人気の料理のポロ・エンセボラード Pollo encebollado は、鶏肉を玉ねぎで煮込んである。取り合わせには特産のケソ・デュロ（ハードチーズ）、ケソ・フレスコ（フレッシュチーズ）およびクワハーダを食卓に並べる。
典型的なエルサルバドル料理はほかにユカ・フリタとパーネス・レレノスの2つがある。前者は揚げたキャッサバ芋で 、 キャベツのピクルス（クルティード）、玉ねぎ、人参をトッピングして、チチャロンとペペスカ（いわしの炒め物）を添える。キャッサバは揚げる代わりに茹（ゆ）でて食べることもある。後者のパネス・レレノスはスペイン語で「具入りのパン」を指し、温かいコッペパンのサンドイッチ（英: submarine sandwich）である。七面鳥または鶏肉をマリネしておき、ピピルのスパイスをかけてローストしたものを手でほぐす。このサンドイッチは伝統的に肉は七面鳥か鶏肉に決まっており、野菜はトマト、クレソン、きゅうり、キャベツを取り合わせる。
他のよく知られたエルサルバドルの料理は以下のとおり。
- リョモ・エントマタド　トマトと牛肉の煮込み
- カルネギサダ　じゃがいもと人参、ソースに漬け込んだ牛肉に、チモル（エルサルバドル風サルサソース）を添えたステーキ
- パステレス・デ・カルネ　ミートパイ
- ポロ・グィサード・コン・ホンゴス　鶏肉ときのこ
- パチャヤ・プランタ（西: pachaya plata）ヤシの花にコーンミールの衣をつけて揚げ、トマトソースを添える。
- 七面鳥のロースト（pavo salvadoreño）ソースをかけるクリスマス料理
- 海老のセビチェ　ライムを効かせた海老の料理
- ペスカド・エンパニザード　魚の衣揚げ
- チョリソ　短くて2本ずつ結んである。干さずにソーセージのように軟らかい。

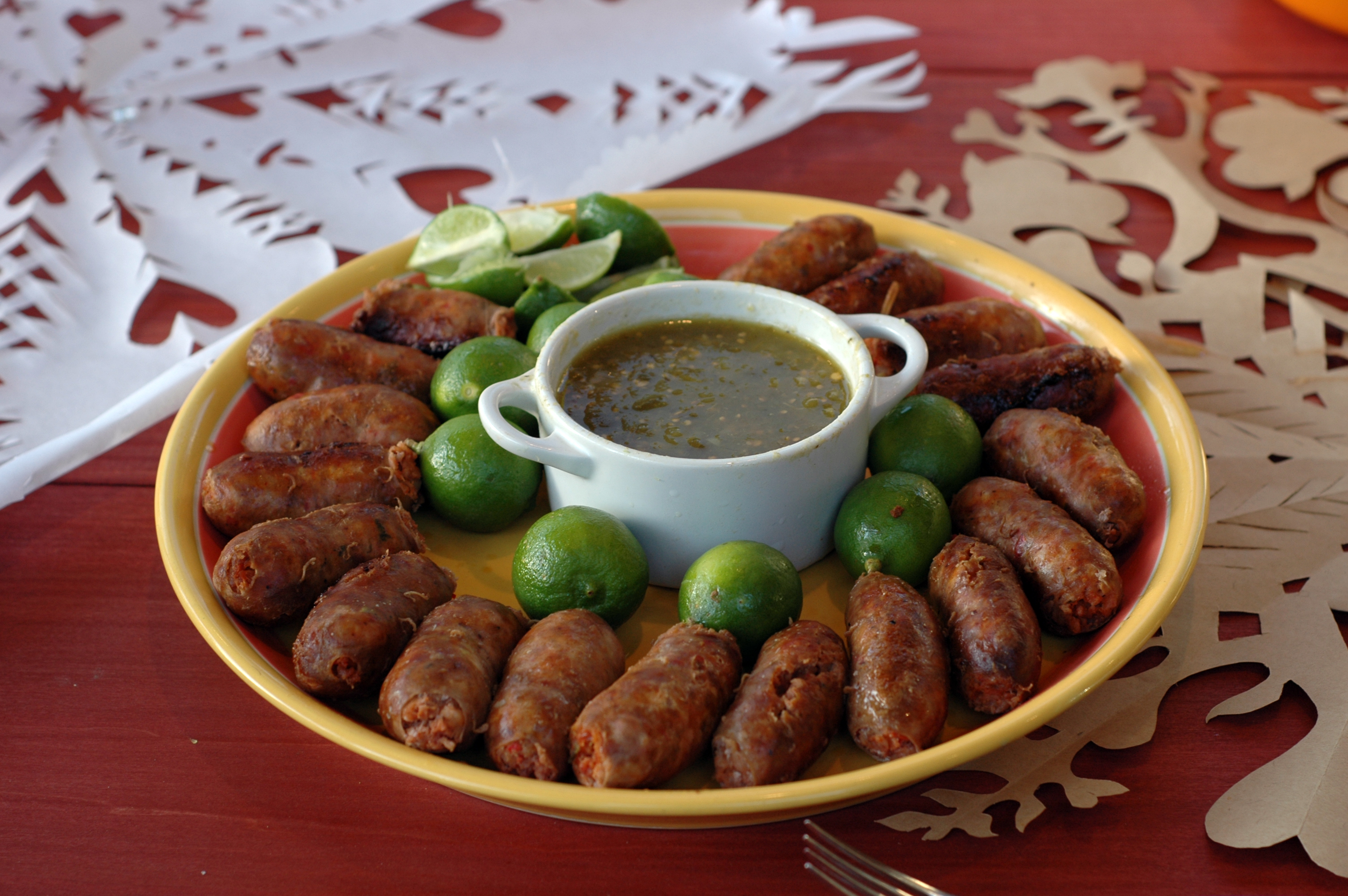
エルサルバドルのチョリソ。 ライムとディップを添えて。
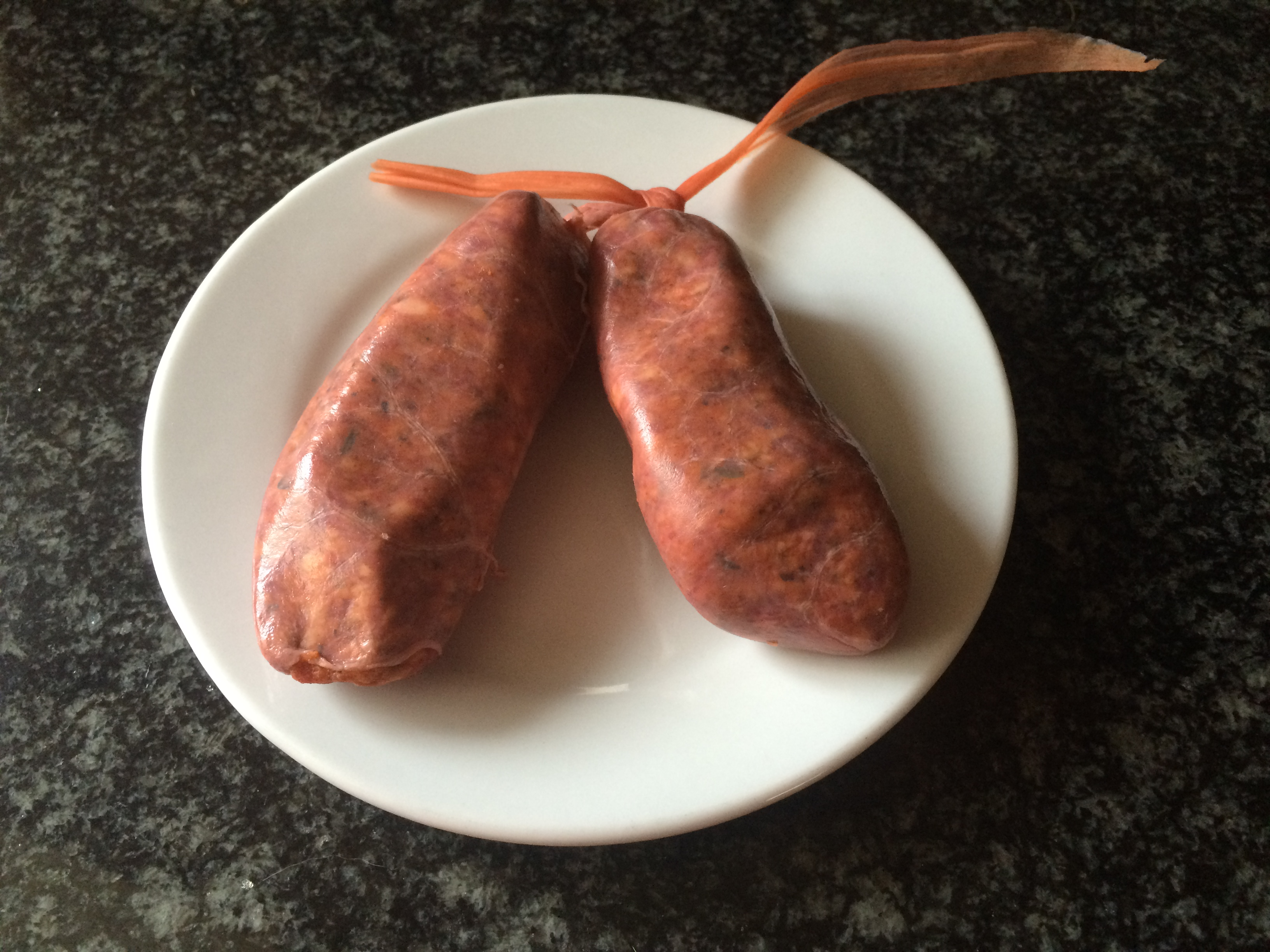
エルサルバドル風チョリソ
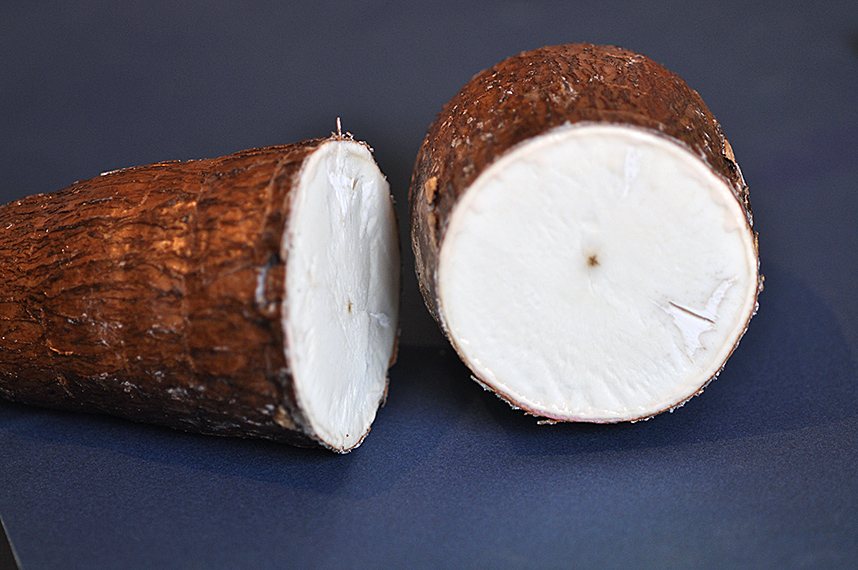
キャッサバは揚げ物（フリタ・ヤマ）も名物。ププサと同様に、ホヤ・デ・セレン遺跡から栽培の最古の例が出土。
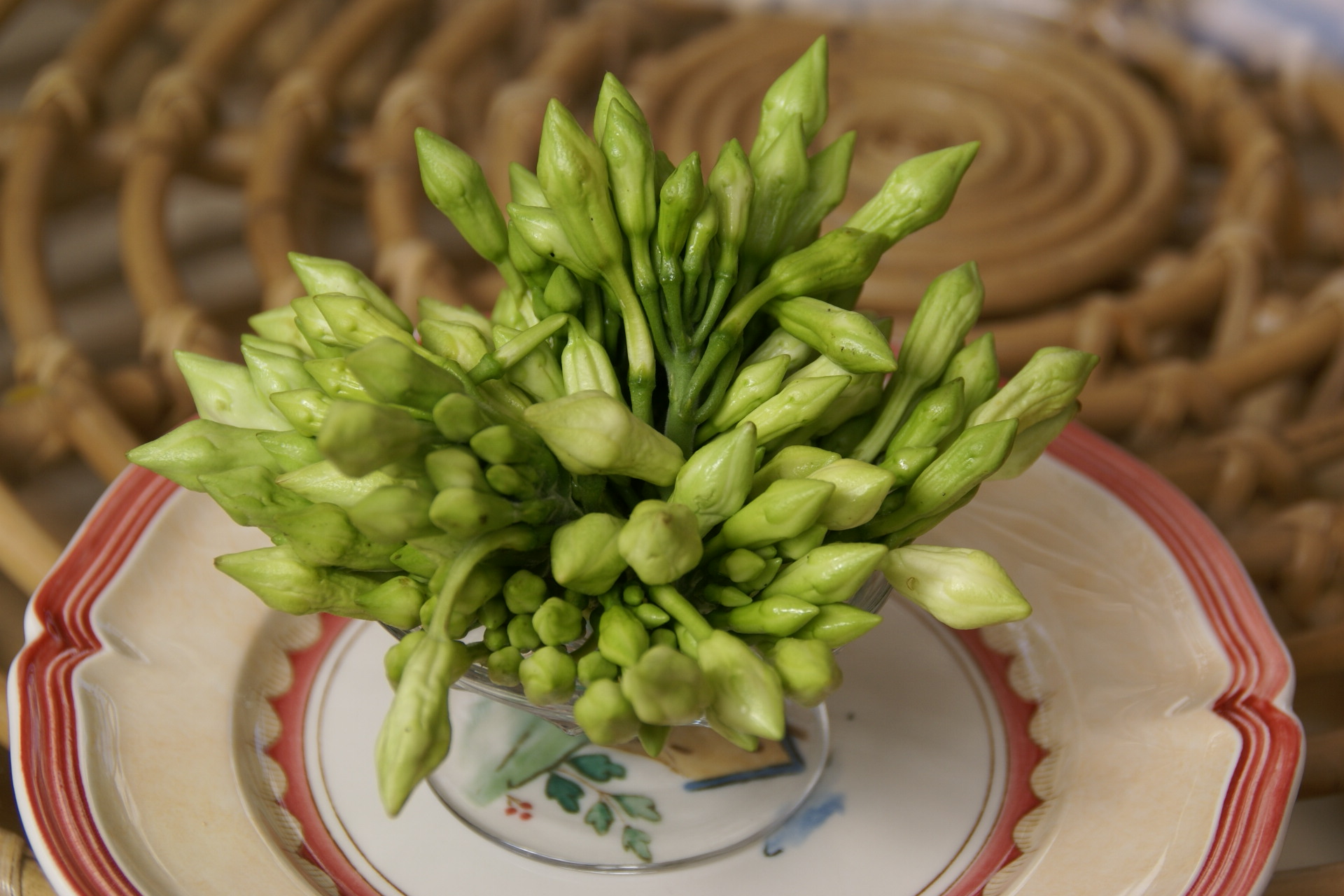
ロロコ（英語）はつる植物Echites panduratusのつぼみ。独特の風味があり、エルサルバドル料理で広く用いる食材。
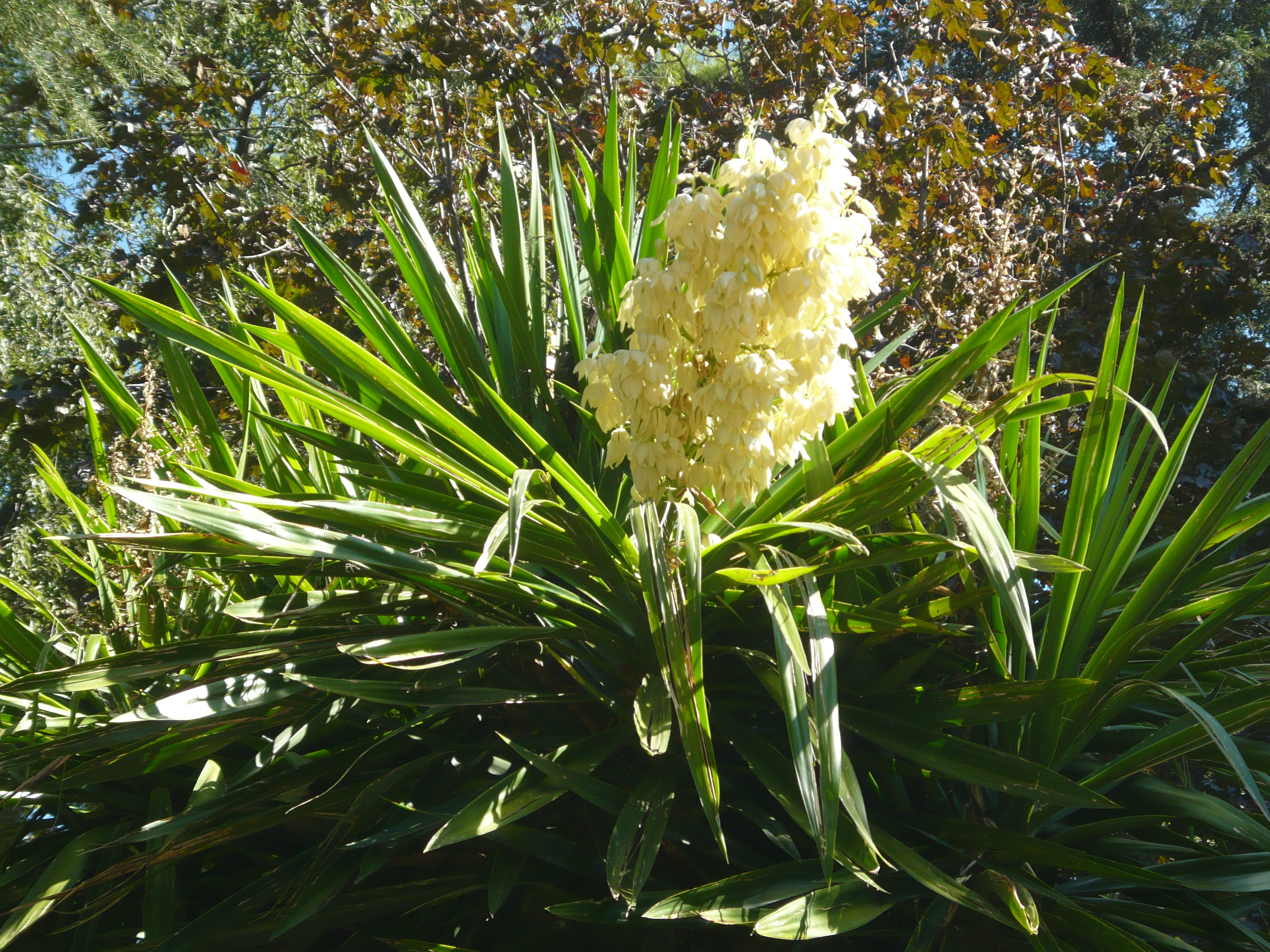
イゾテ（英語）の花はメソアメリカ原産。スクランブルエッグの具にしたり、レモンと混ぜて使う。
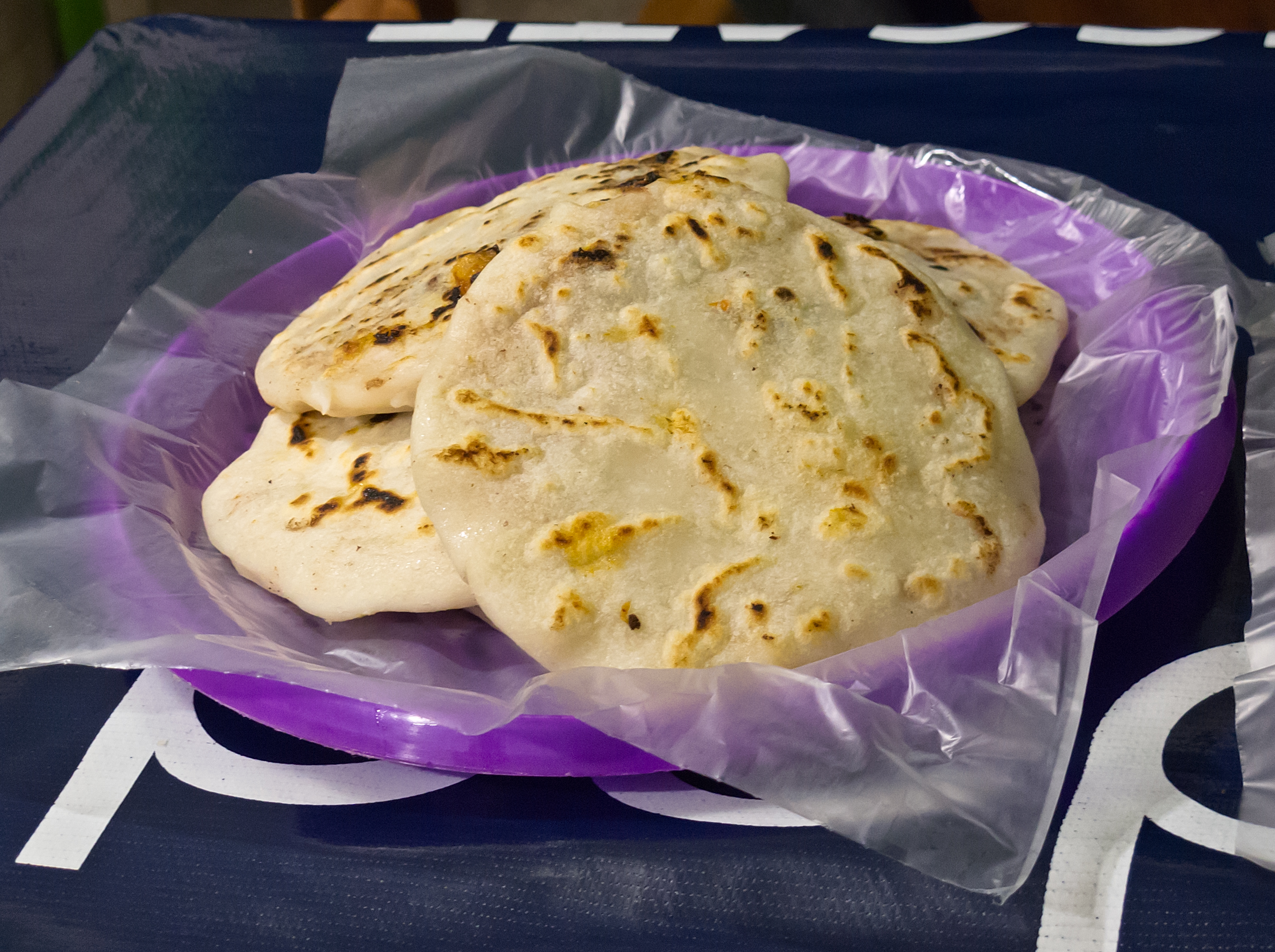
ププサはピピル起源の料理。1400年前のマヤ文明のホヤ・デ・セレン遺跡から出土。
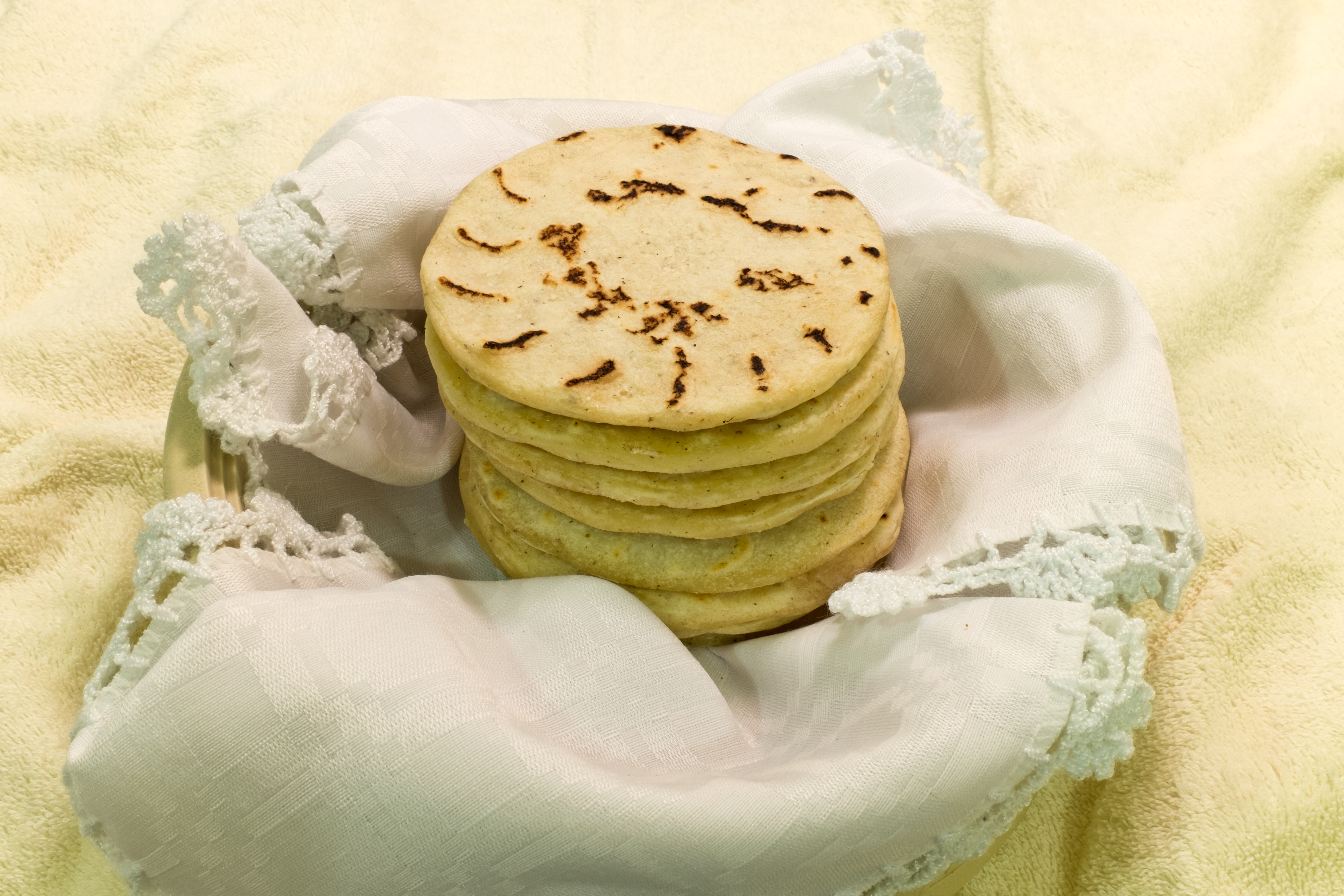
エルサルバドルの主食トルティーヤ。直径は約10 cmと小ぶり。メキシコ風より厚めで5 mm前後。

### 食材
食材は、さまざまなレシピに使われるとうもろこしに次いで小麦、トマト、唐辛子、牛乳、チーズ、牛肉、鶏肉、ココア、パスタ、果物の順に多い。
| とうもろこし                         | いんげん豆の仲間（Phaseolus vulgaris） | じゃがいも                  | キャッサバ                           | 瓜の仲間（Cucurbita argyrosperma） |
| トマト                               | はやと瓜（Sechium edule）              | アボカド                    | チョンタドゥーロ（Bactris gasipaes） | パルミット                         |
| スウィート・チリ （Capsicum annuum） | 唐辛子（西: Chile Picante）            | ベニノキ（西: Achiote）     | ピーナッツ（西: Maní）               | バニラ                             |
| ココア                               | グアバ                                 | Jocote（Spondias purpurea） | 蜂蜜                                 | 狩猟肉と魚類                       |

| ご飯                 | 小麦     | コーヒー | 砂糖きび     | 牛肉と牛乳       | 豚       |
| バナナと料理用バナナ | オレンジ | レモン   | 玉ねぎ       | にんにく         | クミン   |
| コリアンダー         | セロリ   | ミント   | スペアミント | 生姜（しょうが） | 鶏と卵   |
| シナモン             | パスタ   | ビール   | 七面鳥の仲間 | パイナップル     | オレガノ |

## タマルの種類
とうもろこし粉で作るタマルにはさまざまな種類があり、通常はバナナの葉で包んで料理する。具には次のものがある。
- プレーンの具なし Tamales de elote
- 黒豆のタマレス Tamales pisques
- 鶏肉とじゃがいものタマレス Tamales de pollo
- 「旅人」のタマレス Ticucos

## スープ

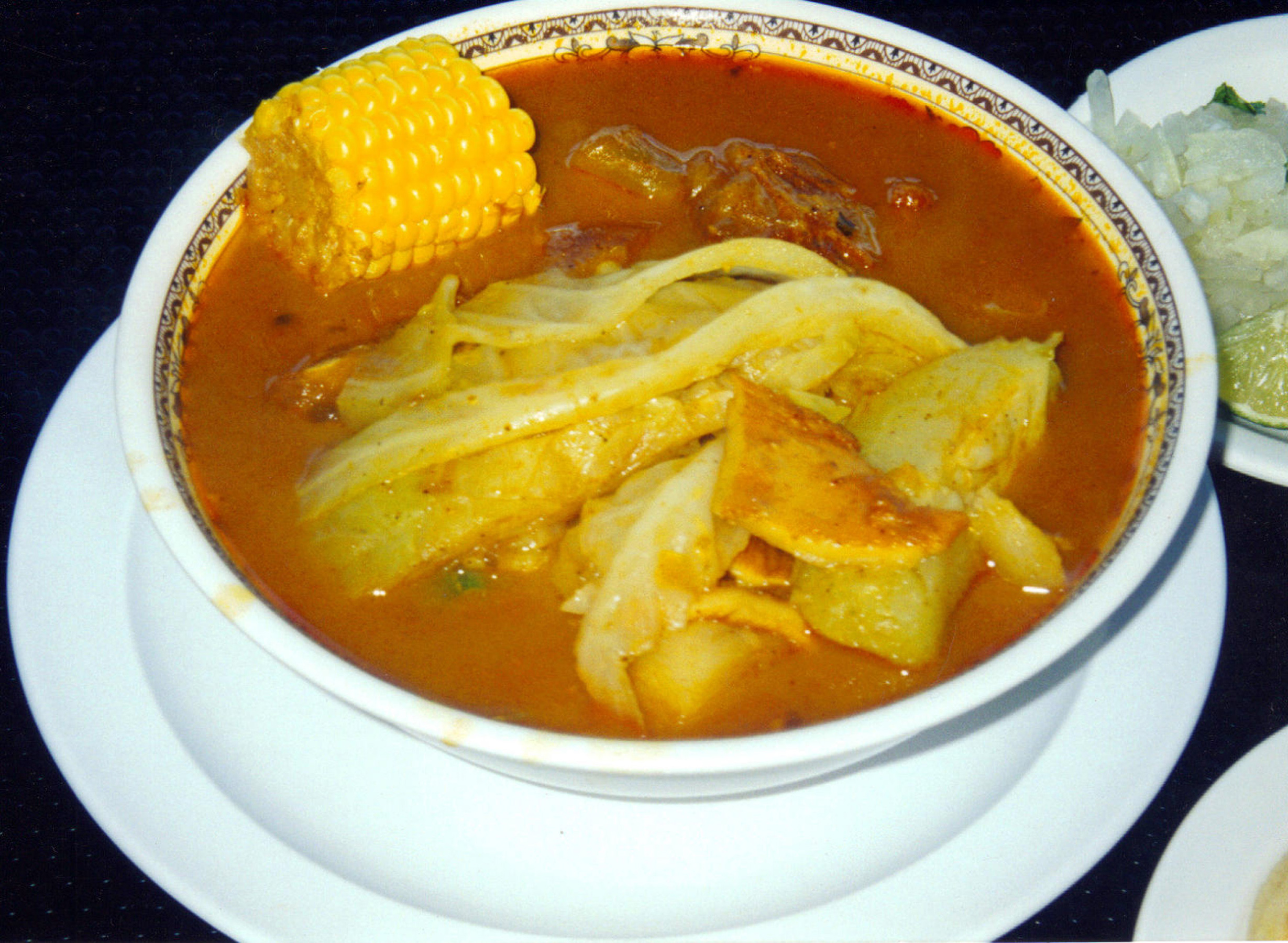
ソパ・デ・パタ

スープは社会階層を問わず、エルサルバドルで人気があるメニュー。
ソパ・デ・パタ（英語）　牛の胃袋、料理用バナナ（プランテン）、とうもろこし、トマト、キャベツで作り、香辛料を効かせる。地元では珍味とされる。
牛のすね肉と骨を使うソパ・デ・レス　人参、プランテン、とうもろこし、じゃがいも、ズッキーニ他多くの野菜を入れる。
ギャロ・エン・チーチャ（英語）　雄の鶏のチキンスープ。とうもろこし、デュルチェ・デ・タパ（dulce de tapa）に、時には他の材料を合わせる。
魚介のスープ（Sopa de pescado）　魚やシーフードにコーンスターチ、トマトやピーマンなど野菜、香辛料としてクミンやアキオテなどを合わせる。肉食を戒めるキリスト教の祝日「聖金曜日」によく食べる。
チキンのシチュー（Sopa de pollo）　具だくさんの鶏肉のシチューにトマト、ピーマン、はやと瓜の仲間（英語）、人参、じゃがいも、コンソメその他の材料を合わせる。
インド風チキンスープ（Sopa de gallina india） 野菜入りチキンスープ。ロロコとクリームを加えるレシピもある。
豆のスープ（Sopa de frijoles） 赤えんどう豆で作る。
チピリンスープ（Sopa de chipilin）　チピリン（スペイン語）の葉と野菜を使うチキンスープ。

## サルコピン・デ・レス
サルピコン（（英語））またはピカディージョ（picadillo）は、牛ひき肉とミント、玉ねぎを使った料理。ご飯を入れるレシピ（Salpicón de res）もある。

## パーネス・レレノス
パーネス・レレノス Panes rellenos（具入りのパン）はホットサンドイッチの一種。よく使う材料は鶏肉、カルネ・アサダ（carne asada）または七面鳥。肉はマリネしておき、ピピルの香辛料を塗ってローストし、手でほぐす。伝統的にトマト、きゅうり、レタス、クレソンを一緒に挟む。

## デザート

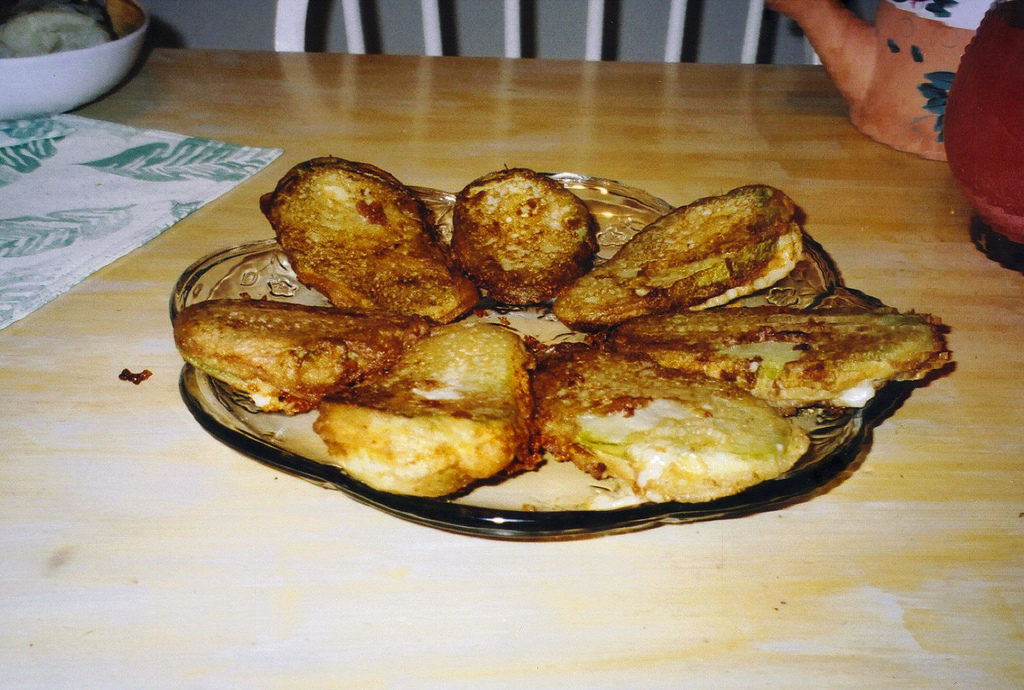
ギスキルGüisquil（はやと瓜の仲間）の溶かしチーズ詰め

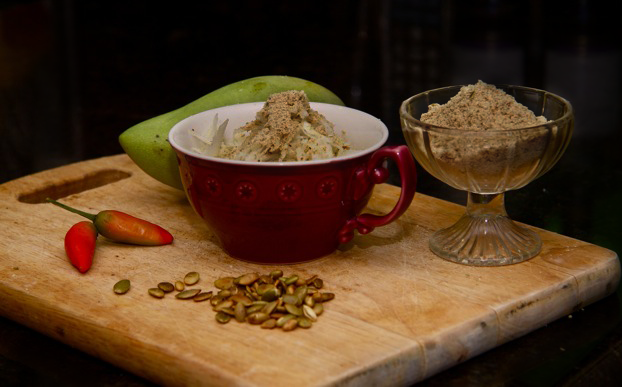
典型的な調味料アルグアシュテ。材料のペピータ（かぼちゃの種のひき割り）は数世紀前から消費され、料理の起源はマヤ文明とも考えられる。

この国のデザートにはパン・ダルシー、セミタ（英語）があり、ケサディーヤ（チーズケーキ）はメキシコの同名のケーキとは別物で、レシピはホンジュラスのロスキーロ（英語）と共通する。トルタ・デ・ジャマ、マルケツォーテ、サルポレス、ポレアダ（バニラカスタード）、アロス・コン・レチェ（ライスプディング）、アトル・デ・エロテ（スペイン語）、アトル・デ・ピーニャ、料理用バナナなどたくさんある。ドゥルセ・デ・レチェもエルサルバドル風はやわらかくとろける口当たりに結晶化したような食感がある。果物もよく消費され、マンゴー、ココナッツ、パパイア、バナナに最も人気があり、フルーツにアイスクリームを添え、シナモンを振りかけて供することもある。

## 飲み物
ティーンエイジャーが日常に飲むコカ・コーラなどのソフトドリンク類をコカス（cokas）と呼ぶ。コーヒーは年齢を問わず好まれ、またエルサルバドルの輸出品のトップを占める。朝のコーヒーに浸すビスケットはヴィエヒタスという（Viejitas＝「小さなおばあさん」の意）。
コラチャンパン（スペイン語）は、エルサルバドル発祥のとても人気が高いソーダ飲料で、原料は砂糖きび。ミニュタス（Minutas）とはフルーツ風味のシロップをかけたかき氷である。やはり暑い日にこそ飲みたくなる米粉の飲料オルチャータは、シナモンやピーナッツ飲料、胡麻（アホニョリ）やモロなどで味付けし、全国に普及している。
ミニュタスに似ていて材料に新鮮な果物と（場合によっては）ミルクを加えるものはルキュアドス Licuados と呼ぶ。レモネードまたはその他の甘味のあるフルーツドリンクはレフレスコス Refrescos。人気の飲料には他にもアッラヤン Arrayán 、チュコ とチラテ （英語）、あるいはパイナップルジュースをベースにみじん切りの果物を混ぜたエンサラーダ（「サラダ」という意味）もあり、通常はりんごを使いカシューナッツ、マメイとクレソンを合わせる。
タマリンドジュースはエルサルバドルのどこに行ってもよく飲まれ、ココナッツは道端の露店で買うと殻の上部を鉈（なた＝マチェーテ）で切り落とし、ストローをさしてくれたのを受け取って、中のココナッツウォーターを飲む。大人ならココナッツミルクにウォッカを垂らした食前酒、またヴィナグレ・デ・ピーニャ（すっぱいパイナップル）という発酵酒もあり、あら皮を落としたパイナップルにパネラ（Panela）と水を加えると数週間から数か月間、発酵させる。

### アルコール飲料
最も人気があるアルコール飲料はビール（cerveza）でピルスナーが好まれる。スプレーマ Suprema も最高とされており、国内産の人気の銘柄ビールはどれも製造元はラコンスタンチア社。最近では、エルサルバドルでセルベザ・カデホの人気が高まっていて、サンサルバドルの地ビール醸造所カデホ（Cadejo）は、米国の地ビール醸造所に触発された。エルサルバドル唯一のラム酒蒸留所は2004年設立のロン・チワタンで、2015年に初の瓶詰めを行った。
エルサルバドルの国産酒はティックトックといい、砂糖きびを原料にした蒸留酒でカシャッサに似た味がする。

## 魚介類
多種多様な魚介類が食卓に上がり、セビチェにはアサリ、カキ、魚、海老、かたつむり、たこ、イカ、地元の人が「コンチャ」と呼ぶ黒いアサリを使う。そのセビチェのほか、魚介類のカクテルにはトマトと刻んだ玉ねぎのソースや市販のリー＆ペリング製ウスターソースを「サルサぺリング」と呼んで加え、どちらもレモン汁を振りかける。
蟹（かに）やロブスターまたは魚のフライはにんにくを添えレモンをしぼって食べる。海老は焼いてもアヒージョにしても、バターソースでも供する。魚介のスープ（マリスカダ）もあり、魚、あさり、たこ、いか、海老、蟹を入れる。